# リラの花咲くけものみち
『リラの花咲くけものみち』（リラのはなさくけものみち）は藤岡陽子の小説。
『小説宝石』（光文社）に2022年5月号から2023年1・2月合併号まで掲載され、2023年7月に加筆修正の上、同社より単行本が刊行された。2023年に第7回未来屋小説大賞、2024年に第45回吉川英治文学新人賞を受賞している。
引きこもりだった女性・岸本聡里が北海道で大学の獣医学生として過ごす6年間に仲間の学生やさまざまな動物、獣医師たちと出会い、数々の試練が訪れる命の現場で少しずつ成長し、強くなっていく姿が描かれる。
本作品は、動物が大好きで幼少の頃からずっと獣医になることが夢だったという作者の娘が北海道江別市にある酪農学園大学に進学したことをきっかけとして、獣医学をテーマとした作品として執筆されており、作品中に登場する「北農大学」はこの酪農学園大学がモデルとなっている。
NHK総合・BSプレミアム4Kの土曜ドラマ枠でテレビドラマ化され、2025年2月1日から15日まで放送された。

## あらすじ
東京に住む女性・岸本聡里は小学4年生の時に母・有紀子を亡くしており、小学6年の時に父・孝之が再婚した。中学進学時に継母・友梨との間に娘が産まれたのと時期を同じくして孝之は福岡に単身赴任し、友梨は前妻に関係するものは家具やインテリア雑貨、調理器具など何もかも処分していく。聡里のことも疎ましく思っており、聡里が愛犬パールを手放すことを拒んで以来、あからさまに聡里を無視している。孝之からも気に懸けてもらえず、聡里は中学の3年間を引きこもってしまっていた。
そんな日々の中、聡里の15歳の誕生日に祖母の牛久チドリが訪ねてきて、聡里の姿を見るなり悲鳴を上げて泣き出してしまう。そして、孝之の帰りを待って、怒りをたぎらせて聡里を引き取ると言い放ち、彼女とパールを自宅に連れ帰った。
チドリと暮らし始めた聡里は都立のチャレンジスクールに進学する。チドリの家にはパール以外にも老犬のハッサクと猫のモモ、兎のアンズがおり、好きな動物たちの世話をするだけでも幸せだったが、パールの病気に早く気づけていたらという思いや、担任の先生や通い始めていた塾の三元先生、そしてチドリの勧めもあって、聡里は大学の獣医学部に入学し、獣医師になることが目標となった。
そして北海道の北農大学に合格し、チドリの援助もあり無事に獣医学群に入学すると、人付き合いの苦手な聡里にとっては、慣れない女子寮生活が始まる。面倒見のよい寮長の静原夏菜や先輩たち、初めは気難しかったが後に親友となる梶田綾華たちルームメイト、同級生らに囲まれ、授業や臨床実習、動物病院でのバイトに奮闘していく。
そんなある日、臨床実習の途中で夏菜の叔父の牧場で馬のお産を見学した時に、獣医師の仕事は命を救うだけでなく、時には命を絶つ辛い選択をしなければならないことがあると思い知る。そして、自分には獣医師は無理だと思い、実習を途中で投げ出して東京に逃げ帰り、一時は大学を続けることができないとまで思い詰める。
だが、チドリから母・有紀子の思いを聞かされたことや綾華からの親身な連絡を受けて、大学の実習に戻っている。その後も次々に試練が訪れるが、聡里は仲間たちとともに少しずつ成長し、牛・馬などの大動物の獣医師となることを決心して前向きに生きるたくましさを身に付けていく。

## 登場人物

### 主要人物
岸本聡里（きしもと さとり）
北農大学獣医学群獣医学類の学生。小学4年で母を亡くした後、継母との確執などのため、中学の3年間は愛犬のパールと引きこもっていた。
祖母・チドリに引き取られ、高校はチャレンジスクールを卒業したが、人付き合いは大の苦手。
梶田綾華（かじた あやか）
聡里の同級生で、寮のルームメイト。ストレートの髪を白に近い金色に染めている。医者一家なのに医学部に落ちたコンプレックスを抱えている。
最初は聡里を毛嫌いし、寮の部屋替えを望んでいたが、聡里から過去の境遇を打ち明けられた後は打ち解け、やがて親友となっている。
久保残雪（くぼ ざんせつ）
聡里の同級生。父が鳥類学者で本人も鳥類オタク。聡里のことを細やかに気遣ってくれる。卒業後は釧路にある鳥の研究所で勤務し、後に聡里と結婚することになる。
牛久チドリ（うしく チドリ）
78歳。聡里の母方の祖母。継母の友梨や父・孝之の聡里に対する扱いに怒りと悲しみのあまり、当時15歳の聡里を家に引き取っている。
いつも前向きに聡里を応援しており、聡里の心の支えとなっている。聡里の学費捻出のため、自宅を売却して団地に転居している。

### 北農大学の関係者
加瀬一馬（かせ かずま）
獣医学類の5年生で、男子寮の寮長。優しい先輩で聡里が密かに思いを寄せている。
祖父が元獣医師で動物愛護センター施設長を定年退職後は動物保護団体の会長をしている。
静原夏菜（しずはら なつな）
獣医学類3年生。大学の女子寮「あけぼの寮」の寮長。獣医師だった父を早くに亡くし、母方の実家である牧場で馬と親しみながら育った。しっかり者で時に厳しい一面もあるが、面倒見がよく頼りになる先輩。
奥野美里（おくの みさと）、 柳本乃絵（やなぎもと のえ）
聡里の同級生。寮の4人部屋のルームメイト。
芝田真弥（しばた まや）
聡里の同級生。気さくな性格で、入学して間もない時から飲み会に誘ってくれるなど親しく接してくれる。
野田響（のだ ひびき）
聡里の次年度に入寮してきた獣医学類の後輩。聡里を慕って気安く話しかけてくれる。

### 獣医師
久恒（ひさつね)
ナナカマド動物病院の院長。一馬のバイト先、保護犬や保護猫は無償で診ている。聡里はこの病院に出入りし後にバイトもするようになる中で、「伴侶動物」と呼ばれるペットの獣医学を実地に学ぶ。
能見正也（のうみ まさや）
「産業動物」「大動物」と呼ばれる牛、馬など家畜専門の獣医師。聡里が最初に立ち会った馬の出産で、母馬を救うためにやむを得ず厳しい選択をし、獣医師という仕事の厳しさを身をもって教える。

### 聡里の家族・関係者
岸本有紀子（きしもと ゆきこ）
聡里の母。故人。聡里が小学4年の時に心臓の疾患で亡くなっている。聡里が一緒に過ごした10年間、いつも楽しそうにしていた。
岸本友梨（きしもと ゆり）
聡里の継母。聡里が小学6年の時に父が再婚した。父の職場の部下。当時33歳。家具やインテリア雑貨、調理器具、家庭菜園など、前妻・有紀子に関係するものはすべて処分している。
愛犬・パールを手放すよう聡里に言うが、聡里に拒まれると犬を部屋から出さないように言い、その後は聡里をあからさまに無視した。
岸本唯（きしもと ゆい）
聡里の異母妹。友梨と孝之の娘。聡里が家を出たときにはまだ幼稚園にも通っていなかった。父親から聡里の写真を見せられているという。
聡里が生家の近くに立ち寄った時、聡里おねえちゃんと親しげに話しかけ、母が作ったという袋に入ったブラウニーをくれた。
岸本由真（きしもと ゆま）
唯の妹。聡里の異母妹。
岸本孝之（きしもと たかゆき）
聡里の父。再婚後は友梨を気遣うだけで、辛い思いをしている聡里のことは放置した。チドリが亡くなった後、聡里に家に帰るよう話すが、断られている。
それでも、聡里からは15歳から18歳までの間に月3万円の仕送りをしてくれたことへの感謝を丁寧に伝えられている。
菊池フサエ（きくち フサエ）
チドリの妹。聡里を自身の孫のように大切にしてくれる。チドリが聡里の学費捻出のため、大田区の一軒家を売却して団地に転居した後は、飼っていた動物をすべて引き取ってくれている。
菊池和重（きくち かずしげ）
フサエの夫。交友関係が広く、チドリの家を売却するときに和重の不動産会社の知り合いのおかげで相場よりも高額になったとチドリが感謝している。
三元（みつもと）
聡里が高校1年の冬から通っていた学習塾・三元塾の教師。聡里の生物の成績が優秀なことと動物好きなことから、大学の獣医学部進学を勧める。
最初は無理だと思った聡里からも獣医学部を目指したいとはっきりと伝えられる。そして国立の受験を失敗した聡里に私立を受験させてほしいと祖母に頼み込んでいる。
呉山のどか（くれやま のどか）
聡里の幼稚園・小学校の同級生。電車の中で偶然再会する。中学1年の時も家を何度か訪ねてくれて、手紙もくれていたが、聡里が中学3年間不登校になり、それ以来疎遠となっていた。
パール
聡里の愛犬。聡里が幼稚園の時に母の友人から譲られた。聡里が楽しい気分の時は一緒に飛び跳ね、悲しい気分の時は体を擦りつけ慰めてくれた。
聡里は継母の友梨が家に来てからの地獄と思える3年半をパールがいたおかげで耐えることができたと思っている。聡里が高校2年の時に脳腫瘍で亡くなっている。

### その他
小川武司（おがわ たけし）
夏菜の叔父。夏菜の母の実家の牧場を経営している。
折原勝喜（おりはら かつよし）
繁殖農家。70歳代。夫婦で折原農場を経営している。 能見が牛の妊娠鑑定に訪れる。
折原美和（おりはら みわ）
勝喜の妻。70歳代。牛のミドリの出産時に胎児が出てこないと 能見に連絡する。
折原七海（おりはら ななみ）
中学1年。折原夫妻の孫。小さい頃から牛が大好きで農場を継ぎたいと言っている。
折原夫妻の話では聡里に容貌がよく似ているとのこと。

## 書誌情報
- 藤岡陽子『リラの花咲くけものみち』（2023年7月20日発売[1]、光文社、ISBN 978-4-334-91541-4）

## テレビドラマ
2025年2月1日から15日までNHK総合・BSプレミアム4Kの「土曜ドラマ」枠で放送された。主演は山田杏奈。

### キャスト

#### 主要人物（テレビドラマ）
岸本聡里（きしもと さとり）
演 - 山田杏奈（幼少期：日下莉帆）
北農大学獣医学類の学生。小学4年で母を亡くした後、継母とうまく行かず、中学の3年間は引きこもっていた。
祖母・チドリに引き取られ、チャレンジスクールを卒業。大好きな動物たちの力になりたい思いで獣医師を志ざしている。
梶田綾華（かじた あやか）
演 - 當真あみ
聡里の同級生で、寮のルームメイト。最初は聡里を嫌っていたが、後に親友となっている。医学部に落ちたコンプレックスを抱える。
久保残雪（くぼ ざんせつ）
演 - 萩原利久
聡里の同級生。父が鳥類学者で本人も鳥類オタク。聡里の窮地にはいつも駆けつけてくれる。
牛久チドリ（うしく チドリ）
演 - 風吹ジュン
聡里の母方の祖母。いつも聡里を前向きに応援していて、聡里の心の支えとなっている。

#### 北農大学の関係者（テレビドラマ）
加瀬一馬（かせ かずま）
演 - 佐藤寛太
獣医学類の上級生。動物保護のサークルをしている。聡里が思いを寄せる。
静原夏菜（しずはら なつな）
演 - 石橋静河
獣医学類の上級生。女子寮「あけぼの寮」の寮長で、面倒見がよく頼りになる先輩。

#### 獣医師（テレビドラマ）
久恒先生（ひさつねせんせい）
演 - 山崎静代
ナナカマド動物病院の院長。一馬のバイト先。聡里がこの病院で「伴侶動物」と呼ばれるペットの獣医学を実地に学ぶ。
能見正也（のうみ まさや）
演 - 甲本雅裕
獣医師。牛、馬など「産業動物」「大動物」と呼ばれる家畜専門。

#### ゲスト

##### 第1話
柴乃真子（しばの まこ）
演 - 菊池日菜子（第2話・最終話）
聡里たちの同級生。寮では隣室だが、聡里や綾華と親しく接して、友人となっている。
小川武司（おがわ たけし）
演 - 勝矢（第2話・最終話）
夏菜の叔父。夏菜の母の実家の牧場「小川ファーム」を経営している。
岸本有紀子（きしもと ゆきこ）
演 - 安藤聖（第2話・最終話）
聡里の実母。聡里が小学4年の時、病気で亡くなっている。
岸本友梨（きしもと ゆり）　　
演 - 小林涼子（最終話）
聡里の継母。聡里の父の会社の部下だった。聡里の不登校・引きこもりの原因を作った。
（あらすじ、聡里の家族・関係者参照。）
北農大学の学生
演 - 忠村太陽（最終話）、木村昂太（最終話）、佐川千翔寿（最終話）、佐藤光（最終話）

##### 第2話
岸本孝之（きしもと たかゆき）
演 - 竹財輝之助（最終話）
聡里の父。引きこもりの聡里に見て見ぬふりをした。チドリが入院したことを聡里に知らせる。
響（ひびき）　　
演 - 坂巻有紗
北農大学1年。加瀬と聡里が訪れた喫茶店のアルバイト店員。
聡里が一馬に勧められた動物病院でのアルバイトに乗り気でないのを見て自分が立候補する。
比佐子（ひさこ）　　　
演 - 大島蓉子（最終話）　
チドリや聡里と親しい、チドリの近所の住人。
後輩
演 - 風羽ひな
残雪に話しかける後輩学生。

##### 最終話
北農大学の学生
演 - 中村夏珠、川村心咲
牧場主
演 - 信太昌之
能見が訪問した牧場の経営者。
折原美和（おりはら みわ）
演 - 水木薫
折原牧場を夫婦で経営している。牛のミドリの出産で二次破水して時間が経つのに胎児が出てこないと能見に連絡する。
折原勝喜（おりはら かつよし）
演 - 温水洋一
美和の夫。出産を手助けしてくれた聡里に感謝して、生まれた子牛を聡里の名前から「サト」と名付けると話す。
折原七海（おりはら ななみ）
演 - 大石愛陽
折原夫妻の孫。折原牧場が大好きで牧場を守り、後を継ぎたいと言っている。

### スタッフ
- 原作 - 藤岡陽子『リラの花咲くけものみち』（光文社）
- 脚本 - 水橋文美江[14]
- 音楽 - 平井真美子[12]
- 主題歌 - にしな「つくし」[7]
- 制作統括 - 黒沢淳（テレパック）[14]、尾崎裕和、勝田夏子（NHK）[12]
- プロデューサー - 室谷拡、三本千晶（テレパック）[12]
- 演出 - 谷口正晃[12]
- 制作・著作 - NHK、テレパック

### 放送日程
| 話数   | 放送日  | サブタイトル      |
| ------ | ------- | ----------------- |
| 第1話  | 2月01日 | 動物の医者になる! |
| 第2話  | 2月08日 | 生まれてきた意味  |
| 最終話 | 2月15日 | 奇跡              |